# 北米サッカーリーグ
北米サッカーリーグ（英語：North American Soccer League、略称：NASL）は、1967年から1984年にアメリカ合衆国およびカナダで開かれた国内サッカーリーグの名称である。

## 歴史・概要
アメリカ合衆国のサッカーは20世紀前半にFIFAワールドカップ第1回・ウルグアイ大会（1930年）でベスト4入賞を達成するなどの実力を持っていたが、その後は野球、バスケットボール、アメリカンフットボール、アイスホッケーの4大国技に人気を取られ、むしろフットボールといえばサッカーよりもアメリカンフットボールのイメージが強く、北米大陸のサッカー先進国ではあるものの、世界的にはまだまだ発展途上にしか過ぎなかった。
だが、1966年のFIFAワールドカップ・イングランド大会が全米にも衛星中継されると、全米にサッカーブームが起こり、早速翌1967年に世界の一流プレーヤーを集めてこの北米サッカーリーグが創設された。アメリカ第5のプロスポーツとしての定着を図ろうと意図されたものであった。同リーグはヨーロッパ主要各国のリーグ戦で行う秋→春制の年をまたぐ方式ではなく、メジャーリーグベースボール（MLB）と同じように春→秋の暦年制という形を採用。こうすることで、ヨーロッパや南米の主力選手もレンタル移籍に近い形でリーグ戦に参加できるようになった。
これによりペレ、ヨハン・クライフ、フランツ・ベッケンバウアー、ジョージ・ベストといったスーパースターがサッカー発展途上にあったアメリカ合衆国のサッカー熱を高めた。
また一時期は参加チームが30チームにも膨れ上がり、カナダにもチームがあったが、世界のサッカーの主流である実力別に1部、2部…というように下部リーグを作るカテゴリ分けがなく、成績下位のチームとその次のクラスの自動昇降格や入れ替え戦などの入れ替え制度もなかった。
しかし、自国選手の育成も国際舞台を経験することには必要だったので、アメリカ・カナダ出身選手を最低6人以上保有し、なおかつ1人以上は試合に出場することというルールまで設けられた。だが、ヨーロッパや南米の主力選手に依存してばかりで、自国選手のスタープレーヤーが育たなかったことや、引き分けによる終了ではなく完全決着（即ち勝敗が付くまで戦うこと）を好むアメリカ人の配慮を受けてMLBのように行った延長戦制度や、シュートアウト合戦（PK合戦に代る仕組みで、アイスホッケーのペナルティーショット（PS）合戦のように、フィールドプレーヤーがゴールから30mの地点からドリブルして相手のGKとの1:1のシュート合戦をするというもの）を採用するなどの大会オリジナルルールを採用するも、ファンの興味を引くことが出来ず、多くのチームが経営から撤退し、1984年度のシーズンを最後にリーグ戦が打ち切られた。
晩年は、秋→春のオフシーズンにインドア・サッカーリーグも開催していた。
1994年のFIFAワールドカップ初の北米大陸開催となったアメリカ大会の成功を受けて、1996年から発足したメジャーリーグサッカーはこのNASLの失敗を教訓に、アメリカ人選手の育成及び安定したチームの運営を目指せるように様々な工夫を凝らして行っている。

## 歴代リーグチャンピオン
| シーズン | 優勝 (回数)                          | 準優勝                                 | レギュラーシーズン1位 (勝ち点)               |
| -------- | ------------------------------------ | -------------------------------------- | -------------------------------------------- |
| 1968     | アトランタ・チーフス (1)             | サンディエゴ・トロス                   | サンディエゴ・トロス (186)                   |
| 1969     | カンザスシティ・スパーズ (1)         | アトランタ・チーフス                   | カンザスシティ・スパーズ (110)               |
| 1970     | ロチェスター・ランサーズ (1)         | ワシントン・ダーツ                     | ワシントン・ダーツ (137)                     |
| 1971     | ダラス・トルネード (1)               | アトランタ・チーフス                   | ロチェスター・ランサーズ (141)               |
| 1972     | ニューヨーク・コスモス (1)           | セントルイス・スターズ                 | ニューヨーク・コスモス (77)                  |
| 1973     | フィラデルフィア・アトムズ (1)       | ダラス・トルネード                     | ダラス・トルネード (111)                     |
| 1974     | ロサンゼルス・アズテックス (1)       | マイアミ・トロス                       | ロサンゼルス・アズテックス (110)             |
| 1975     | タンパベイ・ラウディーズ (1)         | ポートランド・ティンバーズ             | ポートランド・ティンバーズ (138)             |
| 1976     | トロント・メトロス＝クロアティア (1) | ミネソタ・キックス                     | タンパベイ・ラウディーズ (154)               |
| 1977     | コスモス (2)                         | シアトル・サウンダーズ                 | フォートローダーデール・ストライカーズ (161) |
| 1978     | コスモス (3)                         | タンパベイ・ラウディーズ               | コスモス (212)                               |
| 1979     | バンクーバー・ホワイトキャップス (1) | タンパベイ・ラウディーズ               | ニューヨーク・コスモス (216)                 |
| 1980     | ニューヨーク・コスモス (4)           | フォートローダーデール・ストライカーズ | ニューヨーク・コスモス (213)                 |
| 1981     | シカゴ・スティング (1)               | ニューヨーク・コスモス                 | ニューヨーク・コスモス (200)                 |
| 1982     | ニューヨーク・コスモス (5)           | シアトル・サウンダーズ                 | ニューヨーク・コスモス (203)                 |
| 1983     | タルサ・ラフネックス (1)             | トロント・ブリザード                   | ニューヨーク・コスモス (194)                 |
| 1984     | シカゴ・スティング (2)               | トロント・ブリザード                   | シカゴ・スティング (120)                     |

## 歴代インドアリーグチャンピオン
| シーズン | 優勝 (回数)                    | 準優勝                   | レギュラーシーズン1位                                          |
| -------- | ------------------------------ | ------------------------ | -------------------------------------------------------------- |
| 1975     | サンノゼ・アースクエイクス (1) | タンパベイ・ラウディーズ | サンノゼ・アースクエイクス 4勝0敗 (トーナメントのみ)           |
| 1976     | タンパベイ・ラウディーズ (1)   | ロチェスター・ランサーズ | タンパベイ・ラウディーズ 4勝0敗 (トーナメントのみ)             |
| 1979     | ダラス・トルネード (1)         | タンパベイ・ラウディーズ | ダラス・トルネード 2勝0敗 (トーナメントのみ)                   |
| 1979-80  | タンパベイ・ラウディーズ (2)   | メンフィス・ローグス     | アトランタ・チーフス 10勝2敗                                   |
| 1980-81  | エドモントン・ドリラーズ (1)   | シカゴ・スティング       | シカゴ・スティング 13勝5敗                                     |
| 1981-82  | サンディエゴ・ソッカーズ (1)   | タンパベイ・ラウディーズ | エドモントン・ドリラーズ 13勝5敗                               |
| 1983     | タンパベイ・ラウディーズ (3)   | モントリオール・マニック | モントリオール・マニック 4勝2敗 (ダブルラウンドロビンステージ) |
| 1983-84  | サンディエゴ・ソッカーズ (2)   | ニューヨーク・コスモス   | サンディエゴ・ソッカーズ 21勝11敗                              |

## Teams of NASL 1968-1984
| - アトランタ・アポロズ（1968-1973。1968-1972はアトランタ・チーフス） - アトランタ・チーフス（1978-1981。1978はカリブーズ・オブ・コロラド） - ボルチモア・ベイズ（1968-1969） - ボストン・ビーコンズ（1968） - ボストン・ミニットメン（1974-1976） - カルガリー・ブーマーズ（1978-1981。1978-1980はメンフィス・ローグス） - シカゴ・マスタングズ（1967-1968） - カリフォルニア・サーフ（1968-1981。1968-1977はセントルイス・スターズ） - シカゴ・スティング（1975-1984） - クリーブランド・ストーカーズ（1968） - ダラス・トーネード（1968-1981） - デトロイト・クーガーズ（1968） - エドモントン・ドリラーズ（1975-1982。1975-1976はハートフォード・バイセンテニアルズ、1977はコネチカット・バイセンテニアルズ、1978はオークランド・ストンパーズ） - ゴールデンベイ・アースクエイクス（1974-1984。1974-1982はサンノゼ・アースクエイクス） - ヒューストン・スターズ（1968） - ヒューストン・ハリケーン（1978-1980） - ジャクソンビル・ティー・メン（1980-1982。1978-1980はニューイングランド・ティー・メン） - カンザスシティ・スパーズ（1968-1970） - ロサンゼルス・ウルヴズ（1968） - ロサンゼルス・アズテックス（1974-1981） - ミネソタ・ストライカーズ（1970-1984。1970-1971はワシントン・ダーツ、1972はマイアミ・ガトス、1973-1976はマイアミ・トロス、1977-1983はフォートローダーデール・ストライカーズ） - ミネソタ・キックス（1974-1981。1974-1975はデンバー・ダイナモス） - モントリオール・オリンピック（1971-1973） - モントリオール・マニック（1978-1983。1978-1980はフィラデルフィア・フューリー） |  | - ニューヨーク・ジェネラルズ（1968） - ニューヨーク・コスモス（1971-1984。1977-1978はコスモス） - オークランド・クリッパーズ（1968） - フィラデルフィア・アトムズ（1973-1976） - ポートランド・ティンバーズ（1975-1982） - ロチェスター・ランサーズ（1970-1980） - サンディエゴ・トロス（1968） - サンディエゴ・サッカーズ（1974-1984。1974-1975はボルチモア・コメッツ、1976はサンディエゴ・ジョーズ、1977はラスベガス・クイックシルバーズ） - シアトル・サウンダーズ（1974-1983） - タンパベイ・ローディーズ（1975-1984） - チーム・アメリカ（1983） - トロント・ファルコンズ（1968） - トロント・ブリザード（1971-1984。1971-1974はトロント・メトロス、1975-1978はトロント・メトロス・クロアティア - タルサ・ラフネックス（1978-1984。1975-1976はサンアントニオ・サンダー、1977はチーム・ハワイ） - バンクーバー・ロイヤルズ（1968） - バンクーバー・ホワイトキャップス（1974-1984） - ワシントン・ウィップス（1968） - ワシントン・ディプロマッツ（1974-1980） - ワシントン・ディプロマッツ（1981。1978-1980はデトロイト・エクスプレス） |